# سعيد صادق
سعيد صادق عبد الله أحمد البلوشي (مواليد 1 يوليو 1990) لاعب كرة قدم إماراتي يجيد اللعب كحارس مرمى يلعب حالياً في نادي مسافي.

## مسيرة اللاعب
لعب في نادي الوصل ونادي الخليج ونادي الفجيرة ونادي حتا ونادي الحمرية ونادي البطائح ونادي مسافي.